# Jen O'Malley Dillon
Jennifer Brigid O'Malley Dillon, née le 28 septembre 1976, est une femme politique et une stratège politique américaine. Après avoir été notamment la directrice de campagne présidentielle américaine de Joe Biden, elle est appelée à devenir la cheffe de cabinet adjointe de la Maison-Blanche, nommée par le président américain.

## Biographie
Les arrière-grands-parents de Jen O'Malley Dillon sont des immigrants catholiques irlandais originaires du comté de Galway. Née le 28 septembre 1976 dans le quartier de Jamaica Plain, à Boston,, elle a trois frères et sœurs. Ses parents sont Kevin O'Malley, administrateur scolaire, et Kathleen O'Malley, enseignante,. La famille déménage de Jamaica Plain à Franklin, dans le Massachusetts quand O'Malley Dillon est enfant, pour se rapprocher du lieu de travail de son père. Elle étudie à l'université Tufts, où elle se spécialise en sciences politiques. Elle y est également capitaine de l'équipe universitaire de softball. En 1998, elle obtient sa licence. Jen O'Malley Dillon décide de travailler en politique lors de vacances familiales à Washington,.
Le premier rôle d'O'Malley Dillon en politique est de répondre au téléphone pour le procureur général du Massachusetts, Scott Harshbarger. En 1999, elle rejoint la campagne présidentielle d'Al Gore en tant qu'organisatrice de terrain, puis devient directrice régionale de terrain à la fin de la campagne. Elle participe ensuite à différentes campagnes électorales démocrates.
En juin 2007, elle se marie avec Patrick Dillon, chef de cabinet du gouverneur démocrate de l'Iowa, Chet Culver. Cette même année 2007, elle intègre l'équipe de John Edwards, candidat à l'élection présidentielle de 2008. Après l'élimination d'Edwards, elle rejoint la campagne présidentielle de Barack Obama. À la suite de l'élection de Barack Obama, elle travaille sur la transition présidentielle en tant que directrice adjointe du personnel, puis est engagée comme directrice exécutive du Comité national démocrate sous la direction de Tim Kaine.
En 2011, elle participe à la nouvelle campagne présidentielle de Barack Obama en tant que directrice de campagne adjointe, l'une de ses principales contributions étant le projet Narval, facilitant l'accès aux informations auparavant séparées, pour permettre à toutes les équipes de la campagne d'avoir accès à toutes les données recueillies sur chaque électeur. Après la réélection du président Obama, elle cofonde une société de conseil politique, Precision Strategies, avec d'autres anciens de la campagne Obama, Stephanie Cutter et Teddy Goff. Elle  y dirige notamment les activités de conseil  pour le Parti libéral du Canada de Justin Trudeau, lors des élections fédérales canadiennes de 2015.
Après l'élection présidentielle américaine de 2016, elle devient présidente de la Commission de réforme de l'unité du Comité national démocrate. Elle participe en particulier au travail sur les échanges de données au sein du parti.
Plus tard, en 2019, elle est engagée comme directrice de campagne pour la campagne présidentielle de Beto O'Rourke pour 2020. Après le retrait de ce dernier, elle devient la directrice de campagne de Joe Biden. Elle est de fait la principale stratège de son équipe, et devient la première femme directrice de campagne présidentielle américaine pour un ticket gagnant du Parti démocrate. Elle est ensuite, fin novembre 2020, l'une des premières membres nommées dans le cabinet présidentiel de Joe Biden, alors en cours de constitution.
En 2024, elle est la directrice de campagne de Joe Biden pour l'élection présidentielle, jusqu'à son renoncement, puis de celle de Kamala Harris.